# Myosotis macrantha
Myosotis macrantha är en strävbladig växtart som först beskrevs av Joseph Dalton Hooker, och fick sitt nu gällande namn av George Bentham och Hook. f. Myosotis macrantha ingår i släktet förgätmigejer, och familjen strävbladiga växter. Inga underarter finns listade i Catalogue of Life.